# Las Divinas (canción)
«Las Divinas» es una canción interpretada por la cantante y actriz argentina Brenda Asnicar, lanzada como sencillo del álbum debut Patito Feo: La historia más linda, banda sonora de la serie homónima Patito Feo.

## Recepción comercial
«Las Divinas» fue disco de platino y sencillo ganador de los Premios Gardel, siendo el más descargado de Argentina en 2007. La gran admiración por Antonella, personaje interpretado por Brenda Asnicar en la serie Patito Feo, generó un gran revuelo por «Las Divinas» y su polémica letra. (Línea de muestra: «Sea como sea, aquí no entran feas.’’» —«Pa' que lo veas, te voy a mostrar. Mira esa fea, aquella otra fea, aquí no pueden entrar.»—). 
Al respecto, la artista ha realizado numerosas declaraciones en varias entrevistas:

"Antonella tiene energía para hacer cualquier cosa (...) Las canciones expresan el punto del personaje. "Las Divinas" tiene popularidad porque es una canción con mucho power. Si bien es un poco fuerte decir «fuera las feas», no creo que la idea haya sido herir a alguien."

"La serie lleva a la tele una realidad que pasa muy seguido (...) Todos hemos sufrido alguna vez la discriminación en el colegio. A mí me pasó mucho de chica... y me sigue pasando. El mensaje que deja "Patito Feo" es claro: la verdadera belleza está en la persona."

"Antonella y yo amamos la música, cantar, bailar (...) Todos tenemos cosas de Divinas y Populares, estar lindo y además ser bueno no es un pecado."

## Video musical
El video musical hace homenaje al himno de Las Divinas, grupo musical que Brenda Asnicar protagoniza en la telenovela argentina Patito Feo, interpretando a Antonella Lamas Bernardi. La canción logró convertirse en uno de los mayores hits de la banda sonora de Patito Feo. 
Fue grabado en la puerta del colegio Pretty Land School Of Arts, escuela donde se desarrolla la trama de la serie. En el video aparece Asnicar junto a Camila Outon, Camila Salazar y Nicole Luis, quienes forman el grupo de Las Divinas y realizan la coreografía de la canción. 

## Interpretaciones en vivo
El 8 de abril de 2007 tuvo lugar la presentación de Patito Feo en el Planetario Galileo Galilei de la ciudad de Buenos Aires. Brenda Asnicar interpretó ante más de veinticuatro mil personas las canciones que forman parte de Patito Feo: La historia más linda, incluyendo «Las Divinas».
Asnicar fue telonera para High School Musical en el Estadio de River Plate el 15 y 16 de mayo de 2007, donde «Las Divinas», entre otras canciones de la artista, fue interpretada ante más de cincuenta mil personas.
El 19 de abril de 2008 se celebró la premier de la segunda temporada de Patito Feo en el Monumento a los españoles, donde Asnicar, entre otras canciones, presentó el sencillo ante las cien mil personas que asistieron al espectáculo.
El 28 de octubre de 2010, Asnicar es invitada al programa italiano Chi ha incastrato Peter Pan?. La artista interpretó «Las Divinas» entre otras canciones y fue seguida por una media de seis millones de espectadores, alcanzando un 22'85% de porcentaje de audiencia y haciendo récord de audiencia para el programa.
El sencillo fue interpretado ante más de dos millones de espectadores durante las cuatro giras musicales de la serie: Patito Feo: La historia más linda en el Teatro, El Show más lindo, El Musical Más Bonito con Laura Esquivel y Antonella en Concierto con Brenda Asnicar.

## Otras versiones
- «Las Divinas (Reggaeton Remix)» interpretada por la artista Brenda Asnicar, incluida en el álbum Patito Feo en el Teatro.
- «As Divinas» versión portuguesa para la emisión de Patito Feo, interpretada por Ana Sofía Santos.
- «Las Divinas» interpretada por Violeta Isfel para Atrévete a soñar, adaptación mexicana de Patito Feo.
- Las divinas inspiró otra canción italiana de la rapera Anna, Gasolina, que es un tributo a la canción original